# 댄서스
《댄서스》 DNAcers는 K-POP 댄스의 주역들과, 현재 전세계 댄스 씬을 호령하는 월드 톱클래스 댄서들이 모여, 쇼의 메카, 미국 라스베이거스 점령에 나섰다. 미국 최정상급 댄서들과의 배틀부터 컬래버레이션 퍼포먼스, 그리고 스트리트 댄스까지! 대한민국 댄서 100인의 10일간의 라스베가스 댄스 어드벤쳐!

## 프로그램 소개
춤의 고장 미국 "라스베이거스"로 떠난 100인의 댄서들
춤을 사랑하는 K-POP 아티스트 산다라박 이기광 이대휘
댄스 신드롬을 불러일으킨 4인의 댄서 립제이 아이키 리헤이 하리무
세계에 K-DANCE를 알리고 있는 월드 클래스 크루 퓨전엠씨 에메트사운드 절크패밀리 다원즈 독특크루 한야
춤에 대한 열정 가득한 일반인 댄서들까지!
언어는 다르지만 춤으로 소통하는 댄서들의 10일간의 라스베이거스 여정기!
All-In! 모든 것을 건 춤판이 시작된다!

## 진행
MC
- 산다라박
- 이기광
- 이대휘

## 출연진
-출연
- 아이키
- 립제이
- 하리무
- 리헤이

-댄스팀
- 절크패밀리
- 퓨전엠씨
- 에메트사운드
- 한야
- 독특크루
- 다원즈
- SUPER Cr3w
- UNLV Rebel
- Poppin John